# Aleksiejówka (województwo podlaskie)
Aleksiejówka – wieś w Polsce położona w województwie podlaskim, w powiecie sejneńskim, w gminie Giby.
W okresie międzywojennym działał tu wapiennik Świsłowskiego i Koncewicza.
W latach 1975–1998 miejscowość administracyjnie należała do województwa suwalskiego.